# 바보 (만화)
《바보》는 강풀이 창작한 만화와 이를 원작으로 하는 영화이다.
만화는 2004년 11월 1일부터 2005년 4월 19일까지 미디어다음에 연재되었다. 2008년 2월 14일에는 〈바보 특집만화〉가 미디어다음에 게재되었다. 강풀의 다른 작품인 《순정만화》의 후속작으로 제목 앞에 "순정만화 시즌 2"가 붙어있다. 그러나 사랑을 모티프로 하고 있는 것만 같을 뿐 등장 인물은 전혀 다르다.
영화는 김정권이 감독하였고, 대한민국에서 2008년 2월 28일에 개봉하였다. 차태현과 하지원이 주연을 맡았다. 개봉일을 잡지 못해 촬영이 완료되고 2년 뒤에야 개봉하였다.

## 줄거리
지호는 유학갔다 10년 만에 집으로 돌아온다. 집으로 가고 있는 지호를 어떤 남자가 따라온다. 남자는 꼬질꼬질한 옷차림을 하고 조금 모자라 보이기까지 한다. 지호가 다가가자 남자는 신발 한 짝을 떨어뜨리고 황급히 도망친다. 집에 돌아온 지호는 남자가 어릴 적 같은 반이었던 승룡이라는 것을 알게 된다. 승룡은 매일 아침 동생 지인을 위해 토스트를 만들고 학교 앞 허름한 가게에서 토스트를 판다. 그러나 지인은 바보 오빠가 못마땅하기만 하다.

## 만화
- 《순정만화 씨즌 2 바보》 1권 ISBN 89-7075-342-7
- 《순정만화 씨즌 2 바보》 2권